# چیکیان
چیکیان (به اسپانیایی: Chiquián) یک شهرک در پرو است که در استان بولونسی واقع شده‌است.